# MÁV V46 sorozat

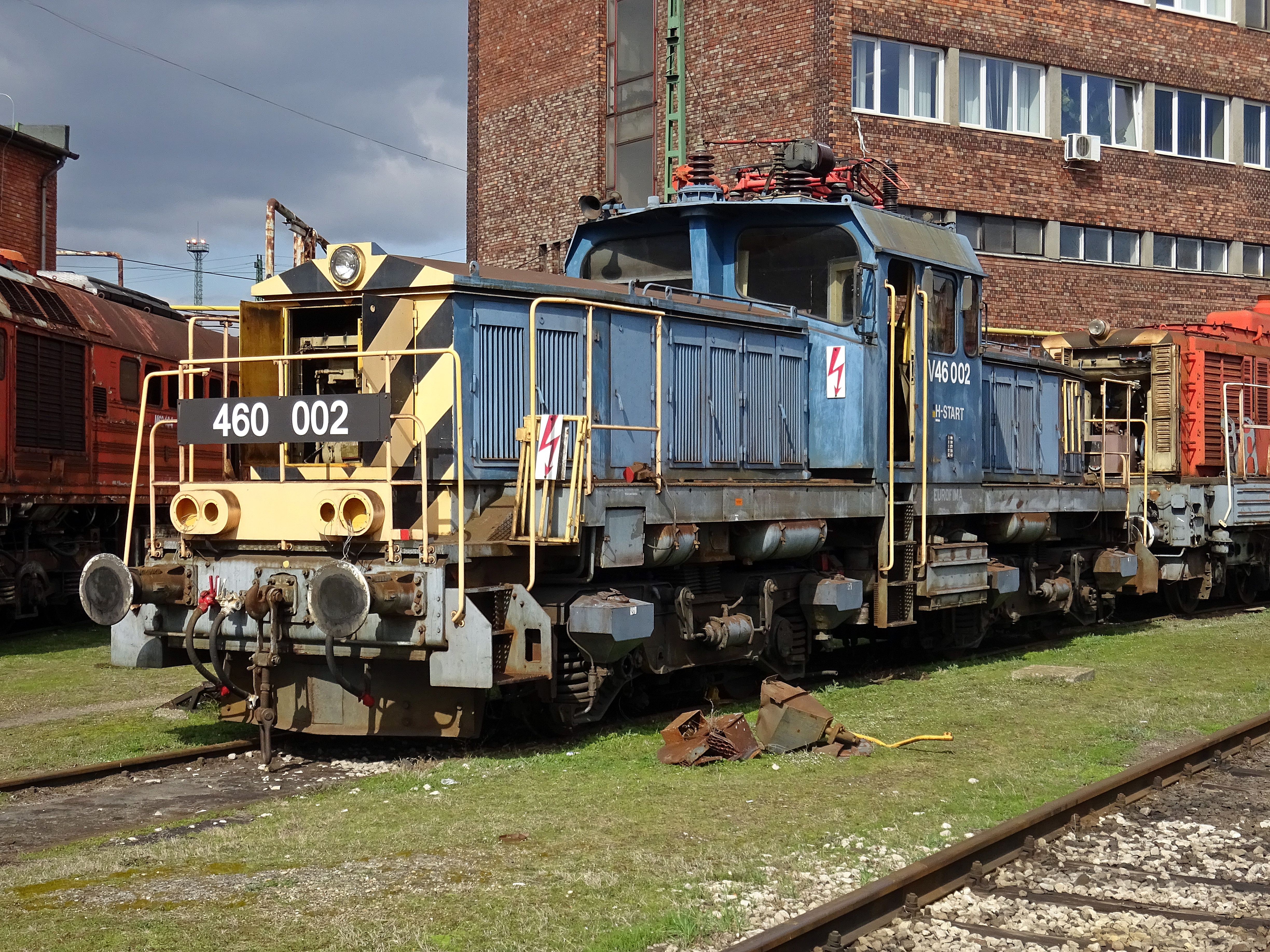
A lefosztott állapotú 460 002-es Ferencvárosban.

A MÁV V46 sorozat a MÁV részére 1983 és 1992 között szállított, legnagyobb darabszámú, 800 kilowattos villamostolatómozdony-sorozat. Becenevei: „Szöcske”, „Csöpi”, „Hifi-torony”, „Kis Gigant”. A 2011-ben megjelent új pályaszámozási rendszer szerinti pályaszáma: 460-as sorozat.

## Előzmények
Magyarország kőolajból hagyományosan importra szorult, így a dízelüzemű vontatójárművek használata sok esetben gazdaságtalan vagy éppen kényszermegoldás volt. Az 1973-as olajválság, majd az olajár többszöri kedvezőtlen alakulása okán a Magyar Államvasutak 1980-as évek elejére megvizsgálta annak lehetőségét, hogy milyen módon lehetne a tolatási feladatokat gazdaságosabban elvégezni.
A villamos tolatómozdony igényét a következő felmérésekkel támasztották alá: a vasúthálózat 21%-a volt villamosított az érintett időszakban, az áruforgalom 56%-a ezeken a vonalakon zajlott, ám a villamos tolatási műveletek aránya mindössze 3% volt. A számítások szerint az ország összes tolatási műveletének 15–20%-át azonnal, teljes mértékben ki lehetett volna váltani tisztán villamos tolatással. Így merült fel az igény egy kimondottan ilyen célú mozdony megalkotására, amelyet természetesen a Ganz–MÁVAG tervezett meg a magyar vasút számára.

## Története
A V46-os mozdonysorozatot a villamosított rendező-pályaudvarokon történő dízelmozdonyos tolatás kiváltására rendelte meg a MÁV, viszont ezek a villanygépek nagyszerűen beváltak a budapesti állomások közötti teherforgalom lebonyolításában, a nagyobb csomópontok környékén a kisebb terhelésű tehervonatok továbbításánál, valamint a személypályaudvarok személykocsi-rendezési munkáiban is. Vonatfűtésre ugyan nem képesek, de nyári időszakban rövidebb személyszállító vonatokon is előfordulnak. A sokrétű feladatkör ellátásával a V46-os a Ganz–MÁVAG mozdonygyár egyik legsikeresebb sorozata lett.
Az első öt mozdony 1983-ban épült, majd a tapasztalatok alapján megváltoztatott fékberendezéssel 1986-ban újabb 15 darabot, 1988-ban 25 darabot, 1991-ben pedig 15 darabot gyártottak. Az összesen 60 gépből álló mozdonysorozat összes példánya a MÁV állagát képezte 2016-ban.

A sorozat gépei Budapest-Ferencváros, Dombóvár, Győr, Miskolc, Nyíregyháza, Szeged, Székesfehérvár, Szolnok és Szombathely telephelyek között vannak szétosztva.

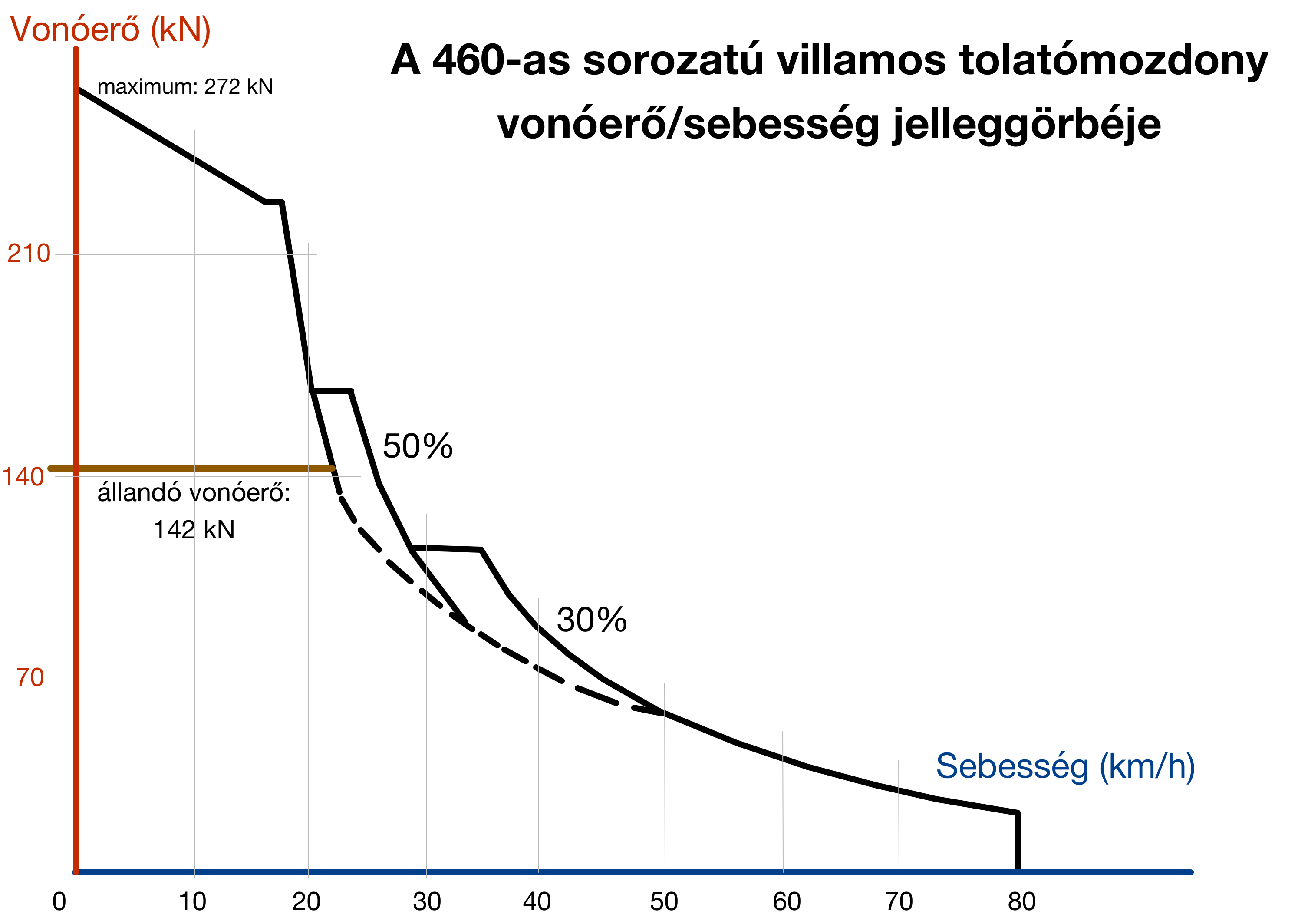
A 460-as sorozat vonóerő/sebesség jelleggörbéje

A sorozat viszonylag fiatal korának és a jól sikerült konstrukciónak is köszönhető, hogy eddig egyetlen példányt sem selejteztek a 460-as mozdonyok közül. Sajnos a vasúti árufuvarozás változásai, a magánvasutak térnyerése és a tulajdonos üzleti döntései miatt azonban ezek a mozdonyok megsínylették az új évezredet: 2016-ban a 60 darabos állományból mindössze 33 dolgozott legalább egyszer, több mozdony tartósan letétes (átmenetileg üzemen kívül helyezett gép, amely 48 órán belül újra szolgálatba állítható, ha a vontatási igények megkövetelik), valamint több fenntartásból kivont gép is van, amely alkatrészbázisként szolgál a működő társai számára. 2019-ben az arány tovább romlott, és számos korábban folyamatosan aktív gép is megállt. 2019-től gyakorlatilag az állomány több mint fele inaktív.
A sajnálatosan alakuló körképben némi pozitívumot jelentett, hogy 2019. októberétől a fővárosi Déli pályaudvarról eltávolították az addig ott szolgáló 448-as (korábbi M44-es) sorozatú mozdonyokat, ugyanis a környék lakossága évek óta panaszkodott a dízelmozdonyok okozta zajártalomra. A helyzet kvázi nyertese a 460-as sorozat volt, ugyanis a MÁV felismerte, hogy a Déli pályaudvar tolatási mozgásaihoz nincsen szükség dízelmozdonyokra, így a helyi forgalomból kivont Bobó helyett Szöcske vette át a feladatot. Itt a két Bobó és egy Szöcske helyett összesen kettő darab Szöcske teljesít tolatási szolgálatot, amelyeket Ferencváros adja ki. (Számos felhasználási területen hasonlóképpen lehetőség volna arra, hogy növekedjen a villamosmozdonyokkal végzett tolatási műveletek aránya, de a pályaudvarokon előforduló néhány nem villamosított vágány jelentette aggodalomból kifolyólag, gyakran egész nap a felsővezeték alatt is inkább dízelmozdonnyal dolgoznak.)

## Állaglista (2019. év végi állapot alapján)
| Pályaszám | Szolgálatba állt | Állomásítása         | 2022-es állapota |
| --------- | ---------------- | -------------------- | --- |
| 460 001   | 1983.12.24.      | Budapest-Ferencváros | aktív |
| 460 002   | 1983.12.24.      | Budapest-Ferencváros | 2011-től letétben, erősen lefosztott állapotú, fenntartásból kivonva |
| 460 003   | 1983.12.24.      | Budapest-Ferencváros | aktív |
| 460 004   | 1983.12.24.      | Budapest-Ferencváros | 2011-től letétben, erősen lefosztott állapotú, fenntartásból kivonva |
| 460 005   | 1983.12.30.      | Budapest-Ferencváros | aktív |
| 460 006   | 1986.09.26.      | Budapest-Ferencváros | aktív |
| 460 007   | 1986.09.26.      | Budapest-Ferencváros | aktív (2019-ben hosszabb időre leállt, alkatrészeiből is gazdálkodtak, de 2020. legelején újra munkába állt)                                                                                                 |
| 460 008   | 1986.10.29.      | Budapest-Ferencváros | 2012-től letétben, erősen lefosztott állapotú, fenntartásból kivonva |
| 460 009   | 1986.10.03.      | Miskolc              | aktív |
| 460 010   | 1986.09.26.      | Budapest-Ferencváros | 2013-tól fenntartásból kivonva, 2017-ben forgóvázat cserélt a 460 003-mal |
| V46 011   | 1986.10.03.      | Székesfehérvár       | 2011-től fenntartásból kivonva, sokáig főműhelyre várt, ám a vontatási igények visszaesése miatt Székesfehérvár nem tartott rá igényt, jelenleg fenntartásból kivonva státuszban áll Székesfehérváron.       |
| 460 012   | 1986.12.01.      | Miskolc              | 2019-től letétben (460 039 főtrafója került bele), üzemképtelen, eladása szóba került, de a folyamat megfeneklett                                                                                            |
| 460 013   | 1986.10.25.      | Szeged               | letétben |
| 460 014   | 1986.10.17.      | Szeged               | szórványosan aktív |
| 460 015   | 1986.11.19.      | Nyíregyháza          | 2011-től letétben |
| 460 016   | 1986.11.07.      | Nyíregyháza          | 2011-től letétben |
| 460 017   | 1986.10.29.      | Budapest-Ferencváros | 2011-től letétben, erősen lefosztott állapotban, fenntartásból kivonva |
| 460 018   | 1986.11.01.      | Győr                 | aktív |
| 460 019   | 1986.11.12.      | Nyíregyháza          | 2011-től letétben |
| 460 020   | 1986.12.01.      | Szeged               | 2013-tól letétben |
| 460 021   | 1988.08.23.      | Budapest-Ferencváros | szórványosan aktív |
| 460 022   | 1988.08.26.      | Budapest-Ferencváros | aktív |
| 460 023   | 1988.09.01.      | Budapest-Ferencváros | 2019-2022 között trafóhiba miatt üzemképtelen volt, 2022-től újra aktív |
| 460 024   | 1988.09.01.      | Szeged               | szórványosan aktív |
| 460 025   | 1988.09.09.      | Budapest-Ferencváros | aktív |
| 460 026   | 1988.09.01.      | Miskolc              | aktív |
| 460 027   | 1988.09.22.      | Szeged               | 2011-től letétben |
| 460 028   | 1988.09.28.      | Győr                 | 2017. elején műszaki hiba miatt megállt, helyette a 460 056 került kölcsönbe Győrbe Szombathelyről, letétben                                                                                                 |
| 460 029   | 1988.09.30.      | Győr                 | 2011-től fenntartásból kivonva, 2008-ban trafó hibával vált szolgálatképtelenné, nem javították, 2022-ben Ferencvárosba szállították át                                                                      |
| 460 030   | 1988.09.30.      | Győr                 | 2011-től letétben |
| 460 031   | 1988.10.15.      | Győr                 | Almásfüzitőn vétlenül balesetet szenvedett 2008-ban, 2009-től fenntartásból kivonva, sérüléseit nem javították ki, Győrben a szabad ég alatt áll                                                             |
| 460 032   | 1988.11.01.      | Budapest-Ferencváros | aktív |
| 460 033   | 1988.11.01.      | Győr                 | megszakításokkal letétben, évek óta nincs használatban |
| 460 034   | 1988.11.11.      | Budapest-Ferencváros | aktív |
| 460 035   | 1988.11.18.      | Budapest-Ferencváros | aktív |
| 460 036   | 1988.11.24.      | Budapest-Ferencváros | aktív |
| 460 037   | 1988.11.26.      | Dombóvár             | 2011-től letétben, fenntartásból kivonva |
| 460 038   | 1988.11.30.      | Szolnok              | 2011-től letétben, fenntartásból kivonva, de lezárt állapotban, szolgálatba helyezhető, megkímélt gép |
| 460 039   | 1988.11.30.      | Miskolc              | 2011-től fenntartásból kivonva, fontosabb alkatrészeket kölcsönzött a 460 012 és 043 üzemben tartásához, 2022-ben selejtezésre vár                                                                           |
| 460 040   | 1988.12.01.      | Dombóvár             | 2012-től letétben, fenntartásból kivonva |
| 460 041   | 1988.12.13.      | Szolnok              | kisebb balesetet szenvedett 2005-ben, sokáig az Északi Járműjavító területén állt, majd annak bezárásával Szolnokra került, jelenleg forgóvázak nélkül a szabad ég alatt áll, 2011-től fenntartásból kivonva |
| 460 042   | 1988.12.16.      | Szeged               | 2011-től fenntartásból kivonva |
| 460 043   | 1988.12.23.      | Miskolc              | aktív (460 059 főtrafója üzemel benne) |
| V46 044   | 1988.12.29       | Székesfehérvár       | félbehagyott baleseti felújítás után letét, majd fenntartásból kivonva |
| 460 045   | 1988.12.29       | Nyíregyháza          | aktív |
| 460 046   | 1991.08.30       | Dombóvár             | Főműhelyi kapacitásra, forgóvázcserére vár, jelenleg nem üzemel, üzembe helyezése tervben van |
| 460 047   | 1991.09.06       | Dombóvár             | aktív |
| 460 048   | 1991.09.12       | Dombóvár             | 2011-től letétben (korábbi pécsi tartalék) |
| V46 049   | 1991.09.24       | Szombathely          | 2011-től letétben, majd fenntartásból kivonva |
| 460 050   | 1991.09.30.      | Dombóvár             | aktív, a 460 046 forgóvázaival üzemel |
| 460 051   | 1991.10.22.      | Szombathely          | aktív, felváltva használják a 052-vel |
| 460 052   | 1991.10.25.      | Szombathely          | aktív, ha a 051 nem fogható hadra, akkor üzemelik be |
| 460 053   | 1991.11.06.      | Budapest-Ferencváros | aktív |
| 460 054   | 1991.11.24.      | Szeged               | vontatási feladatok híján ritkán aktív, de üzemképes |
| 460 055   | 1991.11.29.      | Szeged               | 2011-től letétben, 2005-ben trafó hibával állt meg, azóta üzemképtelen |
| 460 056   | 1991.12.10.      | Szombathely          | 2016. végétől Győrben a 028 helyett, 2021-től letétben, dízelmozdonyok alkalmazása miatt a villamos tolatómozdonyok feladata minimálisra csökkent, és a 460 018 dolgozik                                     |
| 460 057   | 1991.12.30.      | Szeged               | letétben, Szegeden az éppen odakerülő 460-asokat vetik be, ha szükség van rájuk (021, 024, 054), évek óta inaktív                                                                                            |
| 460 058   | 1992.01.01.      | Budapest-Ferencváros | aktív, 2023. elején a Nyugatiban siklott, de nem sérült |
| 460 059   | 1992.01.30.      | Miskolc              | 2011-től letétben, alkatrészbázisként szolgált, így üzemképtelen |
| 460 060   | 1992.02.05.      | Miskolc              | 2011-től letétben, 2018-ban rongálás érte, ablakait vandálok betörték, védett műszaki emlék, de üzembe helyezését nem tervezik, a várakozások szerint a Közlekedési Múzeumba fog kerülni                     |

## Galéria

A 460-as állaglista képekben
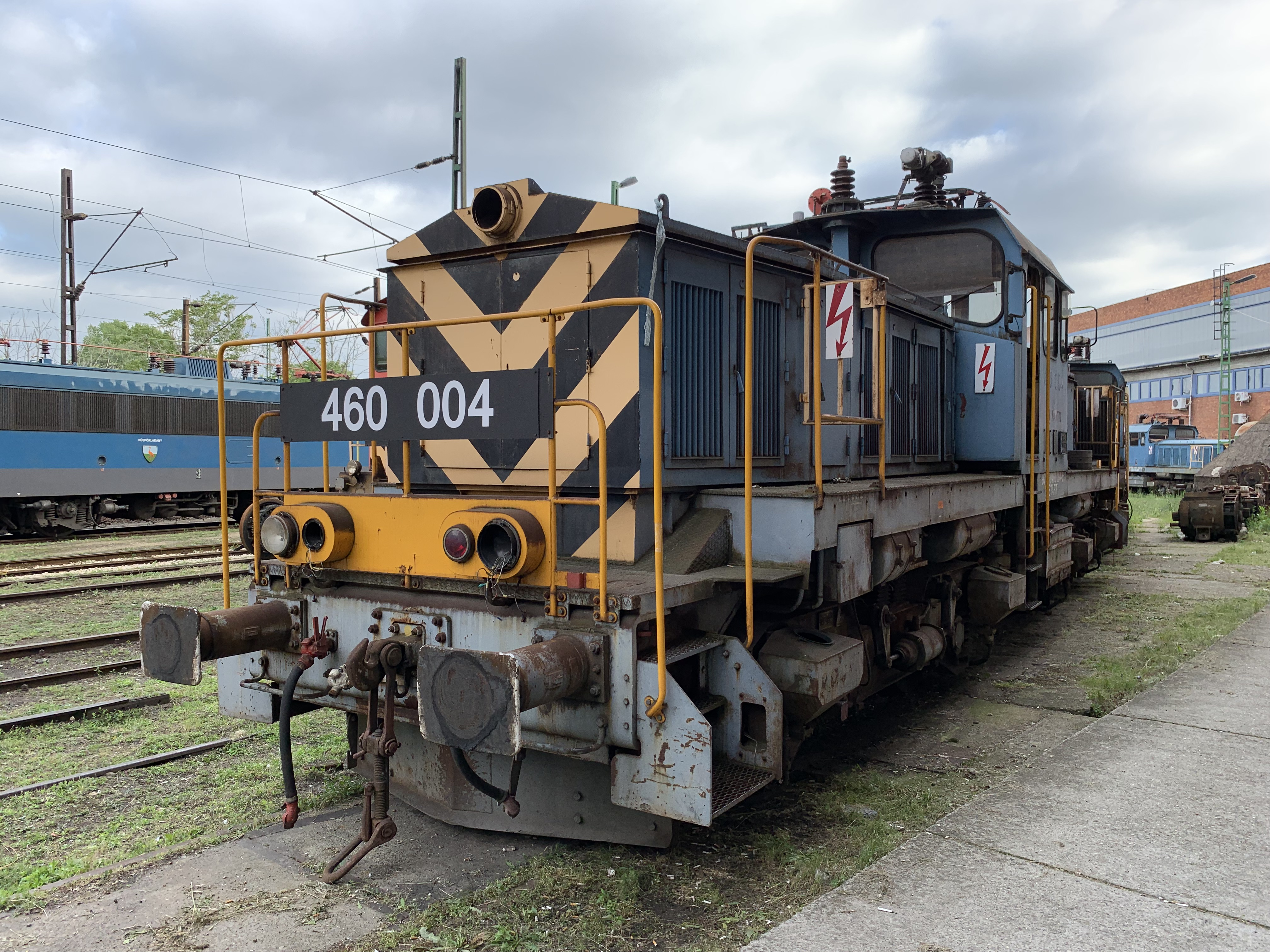
A fenntartásból kivont 460 004
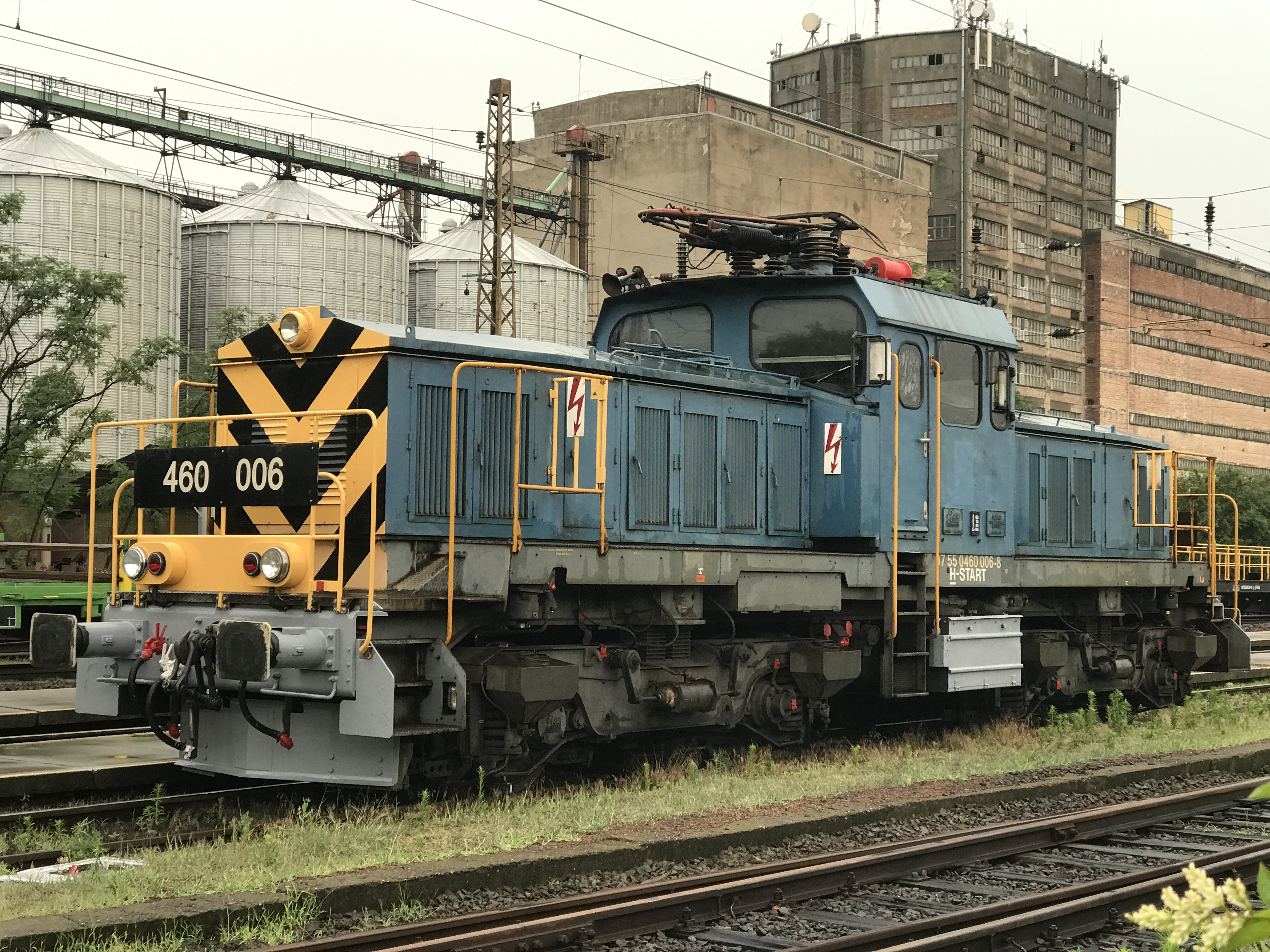
A 460 006 Mezőkövesd állomáson
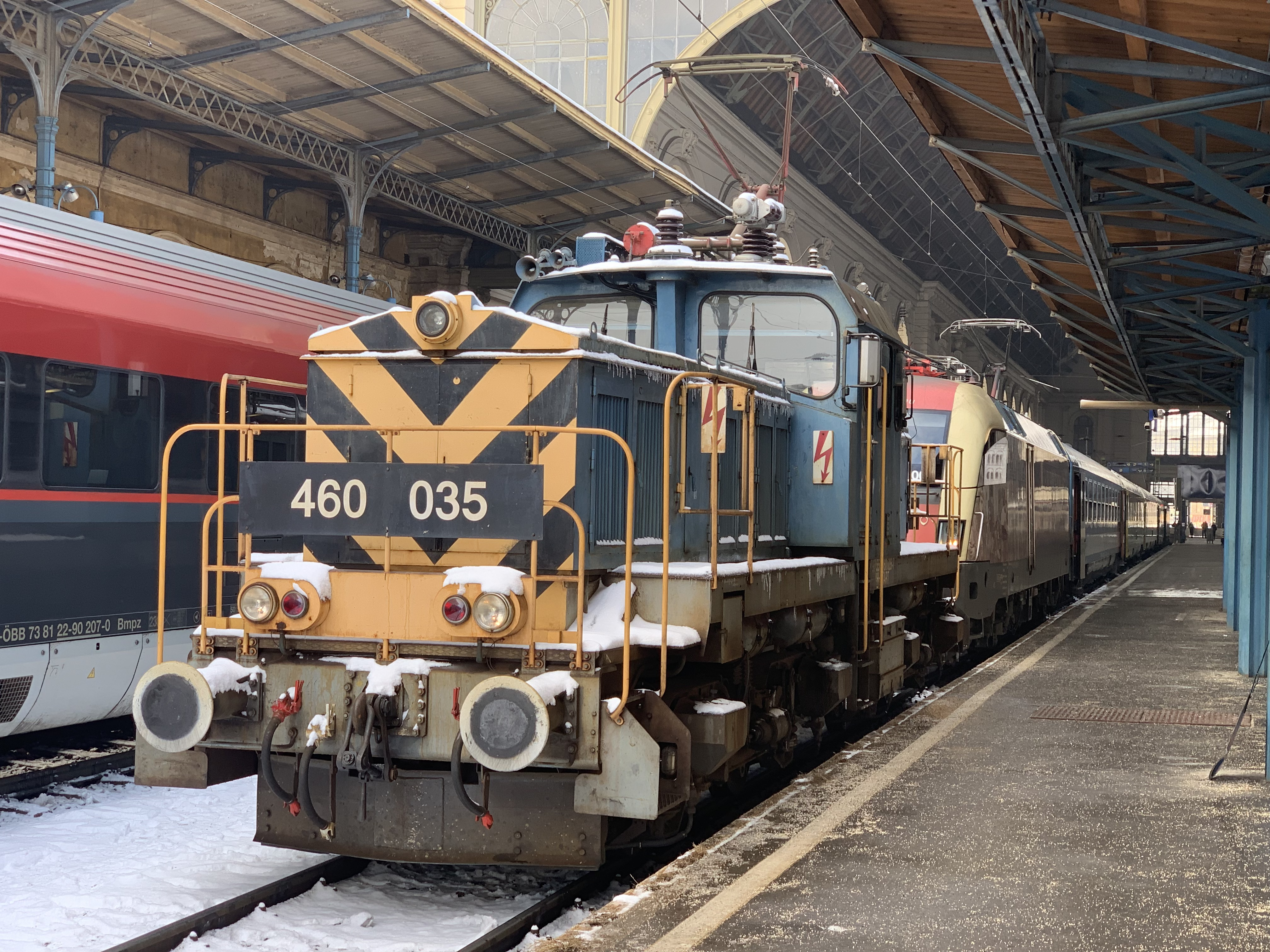
A 460 035 a Keleti pályaudvaron tolat
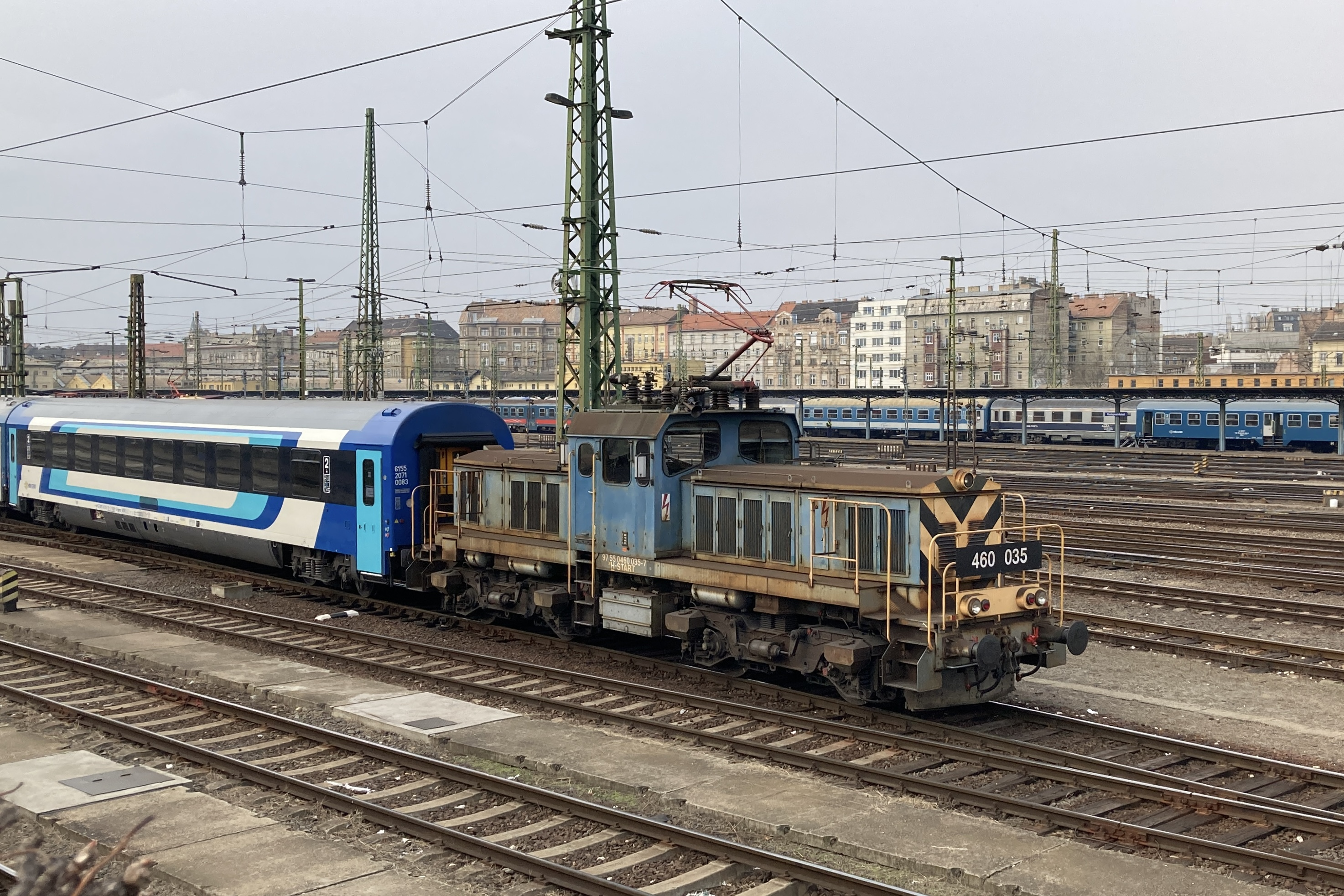
MÁV-START 460 035 tolat Budapest Keleti pályaudvaron
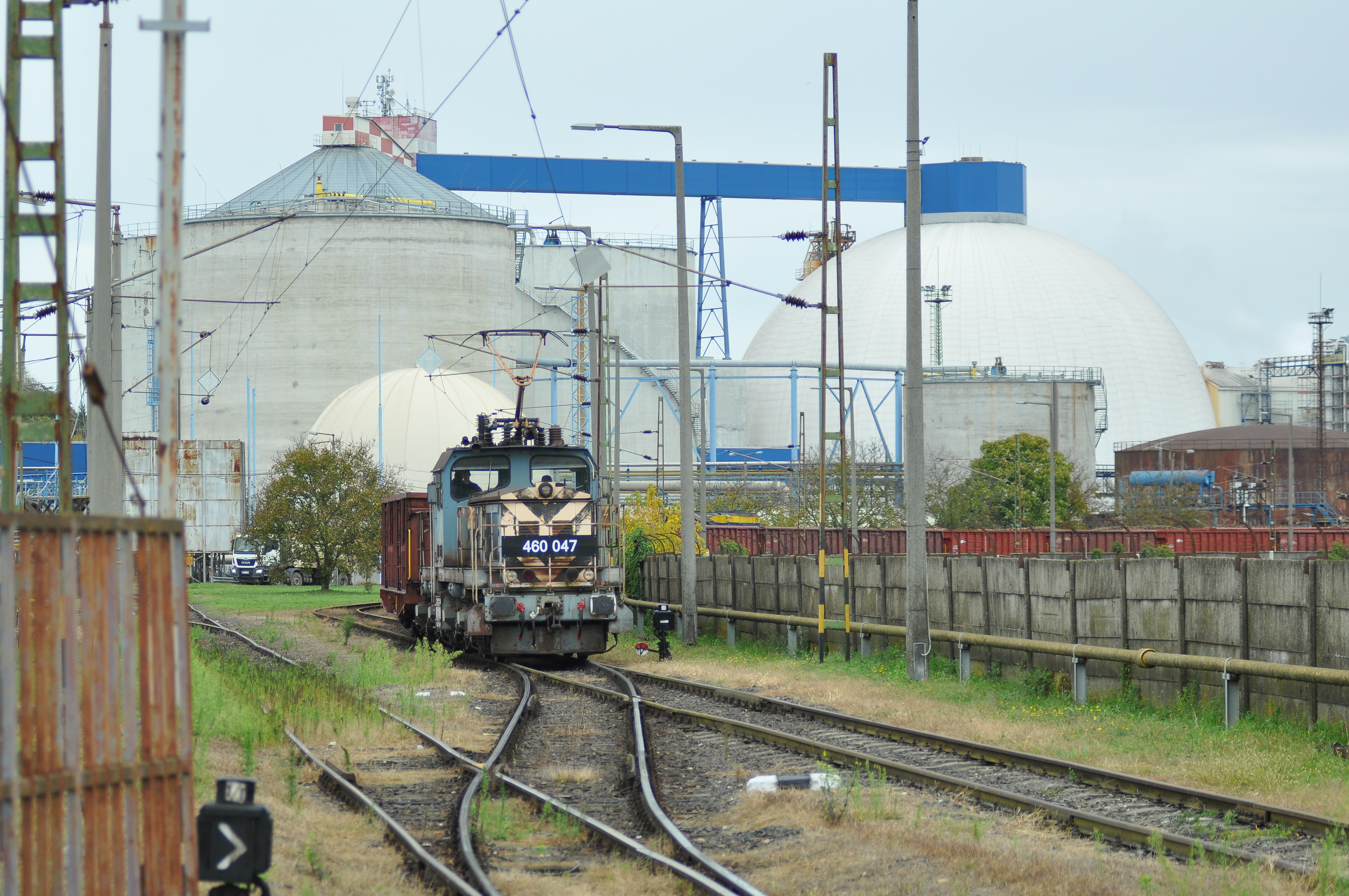
460 047 (V46 047) áll ki a kaposvári cukorgyár iparvágányain
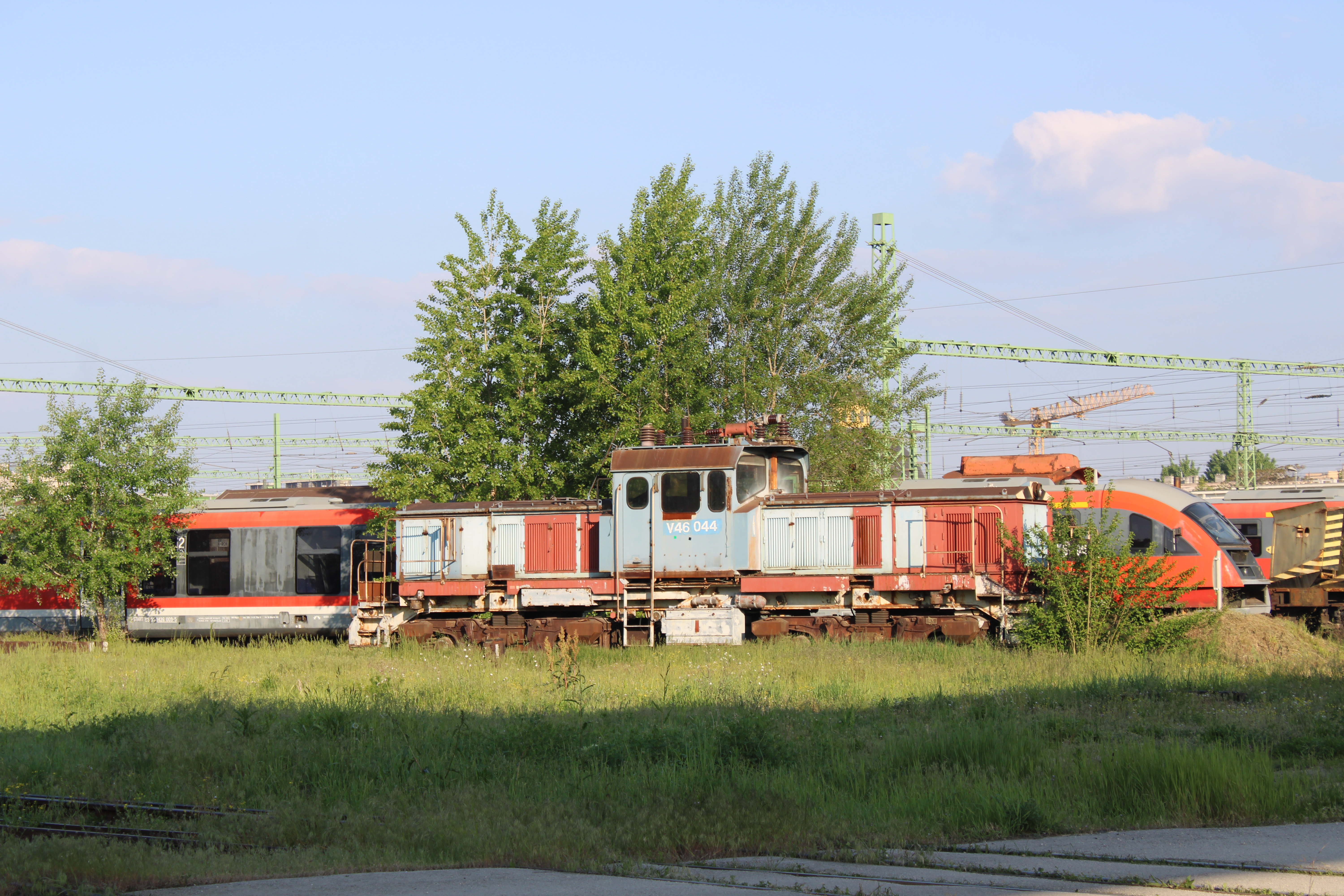
460 044 (V46 044) 2025. áprilisában a székesfehérvári vasútállomáson